# Объект 287
Объект 287 — экспериментальный советский ракетный танк. «Объект 287» был создан в 1965 году под руководством Ж. Я. Котина в Ленинградском конструкторском бюро. Создан на базе шасси Объекта 432. На вооружение Объект 287 не принимался.

## Описание
Объект 287 — классический ракетный танк, который не имеет танковой пушки. Основное оружие Объекта 287 — противотанковые управляемые ракеты. По сравнению со всеми предыдущими проектами, данный танк имел множество конструктивных и технологических инноваций.
Башня в Объекте 287 отсутствовала — вместо неё на крыше корпуса была смонтирована вращающаяся платформа, в средней части которой имелся люк для выдвижения пусковой ракетной установки. Данная установка в походном режиме была размещена внутри корпуса танка, а во время боя выдвигалась для стрельбы. Справа и слева от крышки люка были приварены по одному броневому колпаку для размещения в каждом из них 73-мм полуавтоматического гладкоствольного орудия 2А25 «Молния» и спаренного с ним пулемета ПКТ.
Объект 287 был вооружен противотанковыми управляемыми ракетами 9М15 «Тайфун», которые наводились на цель вручную по радиокомандам. Ракеты имели калибр 140 мм и скорость полёта 250 м/сек. Бронепробиваемость боевой осколочно-кумулятивной части ракеты составляла 500 мм, а её осколочное действие было равноценно действию 100-мм осколочно-фугасного снаряда.
Ракетная пусковая установка в боевом положении была стабилизирована в двух плоскостях, её угол горизонтального наведения составлял 200 градусов. Боекомплект пусковой установки составлял 15 ракет, которые размещались в автоматическом механизме подачи. Дальность стрельбы варьировалась от 500 метров до 4 километров. Пуск управляемых ракет мог производиться как с ходу, так и с места при работающем двигателе танка.
Две 73-мм автоматические гладкоствольные пушки 2А25 «Молния» имели механизм заряжания револьверного типа емкостью 8 выстрелов. Боекомплект к двум «Молниям» состоял из 32-х активно-реактивных снарядов ПГ-15В «Копье», бронепробиваемость которых была равна 300 мм.
Управление комплексом вооружения танка осуществлялось дистанционно. На танке был установлен панорамный комбинированный бесподсветочный прицел с независимой линией прицеливания и стабилизированным в двух плоскостях полем зрения.
Экипаж танка состоял из двух человек — механика-водителя и командира-оператора. Они располагались в передней части корпуса танка в отделении управления, которое было изолировано от боевого отделения перегородкой. Слева от пусковой установки располагался механик-водитель, а справа — командир-оператор. Для входа и выхода из танка оба члена экипажа имели персональные отдельные люки.
Лобовая часть корпуса танка была представлена комбинированной броневой конструкцией, в которой в качестве наполнителя применялся стеклопластик. Эта броневая конструкция могла обеспечить защиту танка от бронебойных снарядов калибра 122 мм и от кумулятивных средств, которые имели бронепробиваемость до 600 мм. На внутренней поверхности обитаемого отделения корпуса был установлен противорадиационный подбой.
Максимальная скорость танка была равна 66 км/ч, он имел оборудование для подводного вождения. «Объект 287» имел такую же конструкцию силовой установки, трансмиссии и ходовой части, как и «Объект 432».

## В игровой индустрии
В MMO-игре Armored Warfare танк присутствует в виде акционной премиумной машины 6-го уровня.